# استوکس ۳۰۵۶۶
سیارک ۳۰۵۶۶ (به انگلیسی: 30566 Stokes، نامگذاری:2001OO81) سی هزار و پانصد و شصت و ششمین سیارک کشف شده‌است که در ۲۹ ژوئیه ۲۰۰۱ کشف شد.